# August Heinrich Fasch
Augustin Heinrich Fasch (* 17. Februar 1639 in Arnstadt; † 24. Januar 1690 in Jena) war ein deutscher Mediziner und Botaniker.

## Leben
August Heinrich war der Sohn des Arnstädter Archidiakons Augustin Fasch (* 8. August 1599 in Hauteroda; † 15. August 1661 in Arnstadt) und dessen Frau Margaretha Eckold (* April 1608 in Ohrdruf; begr. 26. Juli 1663 in Arnstadt). August Heinrich erhielt am 17. Februar 1639 seine Taufe. Er besuchte die Schule und das Gymnasium seiner Geburtsstadt. Er begann am 14. März 1659 ein Studium der Medizin an der Universität Jena. Nachdem er an der philosophischen Fakultät die Grundlagen gelegt hatte, besuchte er die medizinischen Vorlesungen von Werner Rolfinck, Gottfried Möbius, Johann Theodor Schenck und Johann Arnold Friderici. Im Wintersemester 1664 erwarb er sich das Lizentiat der Medizin und wurde Arzt in Jena. Hier promovierte er am 2. Januar 1667 zum Doktor der Medizin und beteiligte sich am Vorlesebetrieb der Jenaer Hochschule.
Am 29. Januar 1673 wurde er außerordentlicher Professor der medizinischen Fakultät und erhielt den Titel eines Leibarztes von Sachsen-Weimar. Nach dem Tod von Werner Rolfink rückte er im September 1673 in die ordentliche Professur der Anatomie, Chirurgie und Botanik auf. Dabei etablierte er sich als Spezialist für Geburtshilfe, erwarb sich als Anatom durch seine chirurgischen und anatomischen Operationen einen Ruf und verstand es, seine Kenntnisse in der Botanik äußerst kundig weiterzugeben. Eigene medizinische Abhandlungen hat er jedoch nicht verfasst. Dennoch enthalten über 50 Arbeiten seinen Namen, welche vornehmlich im Kontext seiner Hochschullehrertätigkeit stehen. Zudem beteiligte sich Fasch auch an den organisatorischen Aufgaben der Salana. So war er einige Male Dekan der medizinischen Fakultät und war in den Wintersemestern 1676, 1682, 1688 Rektor der Alma Mater.

## Werke (Auswahl)
- Thea misoptchos vulgo medicorum opprobrium podagra. Jena 1663 (digital.slub-dresden.de).
- Ordo et methodus cognoscendi et curandi causum. Jena 1665 (digital.slub-dresden.de).
- Dissertatio Medica De Gutta Rosacea. Jena 1669 (archive.thulb.uni-jena.de).
- Dissertatio Medica De Morbo Dominorum & Domino Morborum. Jena 1670 (gdz.sub.uni-goettingen.de).
- Dissertationem Medico-Chirurgicam De Vesicatoriis. Jena 1673 (digital.slub-dresden.de).
- Disputatio Medica, Exhibens Aegrum Laborantem Colica. Jena 1674 (diglib.hab.de).
- Disputatio Inauguralis Medica De Cholera Humida. Jena 1675 (gdz.sub.uni-goettingen.de).
- Diss. de myrrha. Jena 1676 (reader.digitale-sammlungen.de).
- Dissertatio Medica De Latice. Jena 1677 (gdz.sub.uni-goettingen.de).
- Disputatio Medica Inauguralis De Dysenteria Epidemica. Jena 1678 (gdz.sub.uni-goettingen.de).
- Disputatio Medica Inauguralis, De Epilepsia. Jena 1679 (gdz.sub.uni-goettingen.de).
- Disputatio Inauguralis Medica De Autocheiria. Jena 1681 (gdz.sub.uni-goettingen.de).
- Disputatio Inauguralis Medica, De Diarrhoea. Jena 1682 (digitale.bibliothek.uni-halle.de).
- Parotidas Physiologice & Pathologice consideratas. Jena 1683 (gdz.sub.uni-goettingen.de).
- Sterilitas. Jena 1684 (digitale.bibliothek.uni-halle.de).
- Diss. med. inaug. de febre quartana intermittente. Jena 1685 (reader.digitale-sammlungen.de).
- Dissertationem Inauguralem De Amore Insano. Jena 1686 (digitale.bibliothek.uni-halle.de).
- Intemperies Corporis Humani, Morborum Foecunda Mater. Jena 1687 (gdz.sub.uni-goettingen.de).
- Disputationem Inauguralem Medicam De Cancro Occulto. Jena 1688 (digital.slub-dresden.de).
- Specimen inaug. med. de febre amatoria. Jena 1689 (reader.digitale-sammlungen.de).
- Gründliche Untersuchung von dem Liebesfieber. Halle 1725 (reader.digitale-sammlungen.de).